# John Stradling Thomas
John Stradling Thomas (10 juin 1925 - 29 mars 1991) est un homme politique du Parti conservateur gallois. Il est également agriculteur, directeur d'entreprise et animateur de télévision.

## Biographie
Thomas fait ses études à la Rugby School et à l'Université de Londres. Il est conseiller au conseil d'arrondissement de Carmarthen entre 1961 et 1964.
Thomas se présente dans la circonscription parlementaire d'Aberavon en 1964 et de Cardiganshire en 1966. Il est député de Monmouth de 1970 jusqu'à sa mort en fonction en 1991. Il occupe divers postes ministériels au cours des gouvernements Heath et Thatcher, notamment Whip du gouvernement, Lord Commissaire au Trésor, Trésorier de la Maison et au Welsh Office, ce dernier à la suite du décès prématuré de Michael Roberts en février 1983.
Dans ses dernières années, il vit à Dolphin Square à Pimlico, à Londres.